# Jonathan Beaulieu-Bourgault
Jonathan Beaulieu-Bourgault (* 27. September 1988 in Montreal) ist ein ehemaliger kanadischer Fußballspieler.

## Karriere

### Vereine
Bourgault ist Frankokanadier. Er nahm mit der Nationalelf seines Geburtslandes an den Junioren-Weltmeisterschaften 2005 und 2007 teil. Er stand von Januar 2006 bis Mai 2010 beim FC St. Pauli unter Vertrag, für den er in der Saison 2006/07 vier Regionalligaeinsätze bestritt und mit dem er am Ende der Saison in die 2. Bundesliga aufstieg. Sein erster Einsatz in der 2. Bundesliga erfolgte am 14. September im Heimspiel St. Paulis gegen Kickers Offenbach. Für die Saison 2008/09 wurde er an den Regionalligisten SV Wilhelmshaven verliehen. In der Saison 2009/10 spielte er wieder für den FC St. Pauli. Nach Saisonende verließ der Kanadier 2010 den FC St. Pauli zu Preußen Münster in die Regionalliga West. Er unterschrieb dort einen Vertrag bis 2011; durch den Aufstieg in die 3. Liga verlängerte sich sein Vertrag bis 2012. Anschließend beendete er seine Karriere im Alter von 24 Jahren.

### Nationalmannschaft
Am 14. November 2009 gab der damals 21-Jährige sein Debüt in der A-Nationalmannschaft Kanadas, als er bei einer 0:3-Niederlage gegen Mazedonien in der 81. Spielminute für Julián de Guzmán eingewechselt wurde. Bei seinem zweiten Länderspiel in der Ukraine am 8. Oktober 2010 spielte er von Anfang an und wurde nach 68 Minuten für Nikolas Ledgerwood ausgewechselt. Am 29. Januar 2013 bestritt er beim 0:0 gegen die USA sein letztes Länderspiel.

## Nach der aktiven Karriere
Nach seiner Profikarriere kehrte Beaulieu-Bourgault im Alter von 24 Jahren nach Kanada zurück und schloss an der Universität Montreal ein Studium der Rechtswissenschaft ab. Er ist Teilhaber einer Berateragentur. Außerdem analysiert er für den kanadischen Sender TVA Sports Spiele der Major League Soccer.